# 枪杆子1949
《枪杆子1949》是中国大陆报告文学作家张正隆的代表作之一。在前作《雪白血红》被禁止发行后，其采访上百位老人，将中国人民解放军第四野战军辽沈战役后至海南岛战役结束的历史整理成书出版。该书原本60多万字，2002年成稿，送政审机关看后回复“极度反动反革命”，经过反复送审，最终删除10多万字才在2008年实现出版。

## 相关书籍
- 《雪白血红》张正隆，解放军出版社，1989年，ISBN 7-5065-1048-0。